# Schärenflotte
Die Schärenflotte (schwedisch skärgårdsflottan), offiziell Flotte der Armee (schwedisch arméns flotta) genannt, war eine Teilstreitkraft der schwedischen Armee zwischen 1756 und 1823. Sie wurde auf Initiative des Kommandanten der Festung Sveaborg Augustin Ehrensvärd gegründet. Sie sollte die Armee bei Landungsoperationen unterstützen, die Flanken der Landstreitkräfte und die schwedische Küste schützen, die von vielen kleinen Inseln, den Schären, umgeben ist. Die Marineformation war während ihrer Existenz größtenteils unabhängig von Armee und Marine, mit Ausnahme eines kurzen Zeitraumes Ende der 1760er Jahre.
Ihr Schiffsbestand umfasste kleinere Galeeren, Prame, Kanonenboote und spezielle Fregatten (schwedisch Skärgårdsfregatt), die einen geringen Tiefgang besaßen und mit Rudern bewegt werden konnten. Dadurch waren sie in der Lage, in den flachen und unübersichtlichen Inselgewässern zu navigieren.
Die Schärenflotte nahm an Seeschlachten im Siebenjährigen Krieg (1756–1763), in den Russisch-Schwedischen Kriegen (1788–1790) und (1808–1809), im Dänisch-Schwedischen Krieg (1808–1809) und Schwedisch-Norwegischen Krieg (1814) teil.
Galeerenkriegsflotten dieser Art besaßen auch Streitkräfte anderer Staaten, darunter Norwegen und Russland.

## Geschichte

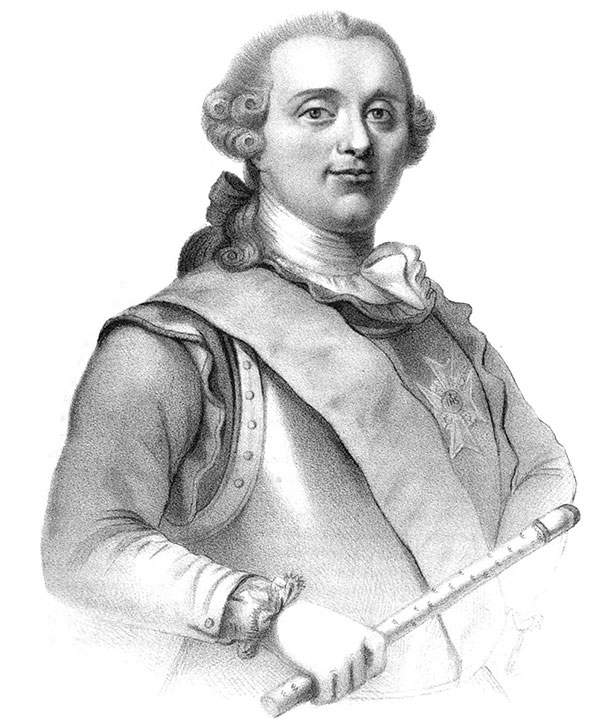
Augustin Ehrensvärd (1710–1772), Kommandeur der Schärenflotte von 1756–1766 und 1770–1772

Die Aufstellung dieser besonderen Flotte kleinerer Fahrzeuge resultierte aus den Erfahrungen des Großen Nordischen Krieges (1700–1721). Die Verwüstungen entlang der schwedischen Küste zeigten die Schwierigkeiten auf, insbesondere Finnland gegen eine russische Flotte von Ruderfahrzeugen zu verteidigen. Sie liefen innerhalb der Schären nicht in Gefahr, von schwedischen Linienschiffen angegriffen zu werden. Im 18. Jahrhundert wurde deutlich, dass die Beherrschung der Schären mit ihren engen Fahrwassern die Möglichkeiten Truppen im Rücken des Gegners anzulanden sowie Verbindungswege und Versorgungstransporte abzuschneiden erheblich verbesserte. Mit Errichtung der Marinebasis Kronstadt stand die russische Galeerenflotte nahe der schwedischen Reichsgrenze und den finnischen Schären. Die schwedischen Flottenbasen, insbesondere die Hauptbasis in Karlskrona, lagen strategisch abgeschlagen und offenbarten die Notwendigkeit der Aufstellung einer Schärenflotte und eines Eskadrehafens in Finnland.
Nach dem Frieden von Nystad 1721 beschloss die schwedische Führung, die Kriegsflotte mit einer größeren Anzahl Galeeren auszustatten. Sie wurden in Skeppsholmen stationiert und Stockholms eskadern (Geschwader Stockholm) genannt. Mit Beginn des Russisch-Schwedischen Krieges (1741–1743) bewiesen die russischen Galeeren erneut ihre Überlegenheit im Schärengebiet. Nun intensivierten sich die Anstrengungen, eine eigene Galeerenflotte aufzustellen. 1750 war die Anzahl dieser Schiffe auf 60 gestiegen, die nach dem Vorbild mediterraner Galeeren konstruiert worden waren. Am 18. Oktober 1756 wurde eine offizielle Flotte geschaffen, die dem Krigskollegium, der höchsten Leitung der schwedischen Armeeverwaltung, unterstand und daher auch als Flotte der Armee bezeichnet wurde. Sie bestand aus den Geschwadern Stockholm und Finnland. Als Kommandeur wurde General Augustin Ehrensvärd eingesetzt. Die Galeeren wurden vorerst von der Kriegsmarine separiert, ihr aber am 8. Oktober 1766 mit der Machtübernahme der Hattarne erneut unterstellt. Nachdem ein Machtwechsel zu den Mössorna stattgefunden hatte, erfolgte am 2. Januar 1770 auf königliche Anweisung die Wiederaufstellung der Finnischen Eskadre in der Armee unter Ehrensvärds Kommando. Das Stockholmer Geschwader verblieb unter dem Namen Galeerenflotte in der Kriegsmarine. Unter Gustav III. wurden am 14. November 1776 die Galeerenflotte und die Finnische Eskadre wieder zur Flotte der Armee zusammengefasst und als Schwedische Eskadre der Flotte der Armee sowie Finnische Eskadre der Flotte der Armee benannt. Jedes Geschwader stand unter dem Kommando eines Vizechefs im Rang eines Obersten. Als Nachfolger Ehrensvärds wurde Henrik af Trolle als Kommandeur der Flotte der Armee eingesetzt. Strategische Entscheidungen wurden auf Armeebefehl getroffen während ein Seeoffizier das Kommando auf jedem Schiff führte. 1760 erhielt die Schärenflotte eine eigene Flagge, die im Gegensatz zur Flagge der Kriegsmarine komplett blau war. Die Bezeichnung der Dienstgrade und Verbände wurde aus der Armee übernommen. Die Hauptbasen der Flotte lagen in Stockholm und Sveaborg, während sich kleinere Stützpunkte in Göteborg (Bohus-Geschwader, 1789), Stralsund (Pommern-Schwadron, 1807 nach Landskrona verlegt) und Åbo (Finnisches Geschwader) sowie einigen weiteren kleineren Orten in Finnland befanden. Um die Galeerenflotte zu schützen, wurden in den 1750er Jahren auf den Stützpunkten Stockholm und Karlskrona spezielle sogenannte Galeerenschuppen errichtet, während die Schiffe in Sveaborg in Docks gesichert wurden. Der bedeutendste Fahrzeugkonstrukteur der Schärenflotte jener Zeit war Fredrik Henrik af Chapman (1721–1808), der 1772 für seine Verdienste geadelt wurde.

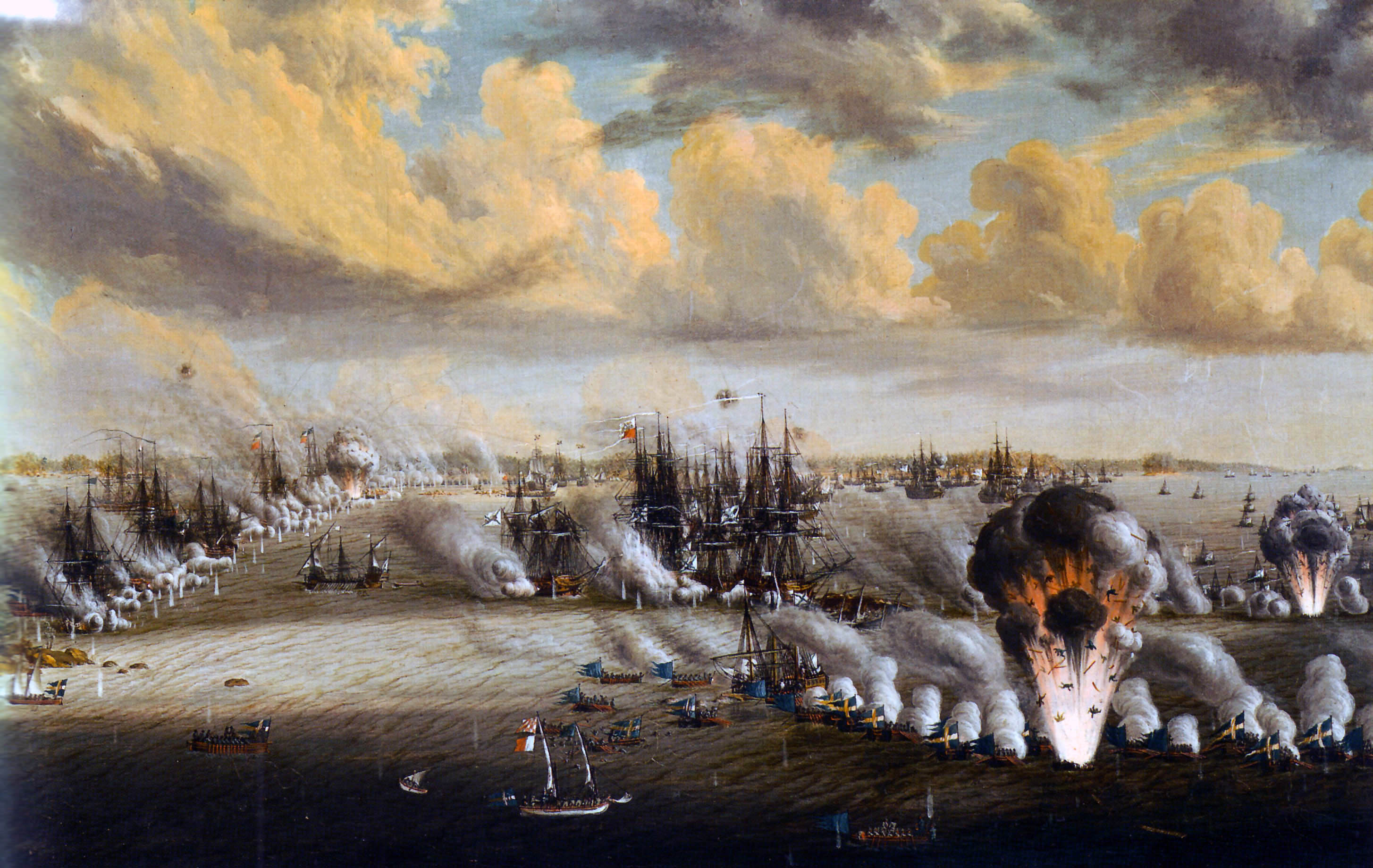
Schlacht von Svensksund 1790, Gemälde von Johan Tietrich Schoultz

1786 umfasste die Schwedische Eskadre 31 Galeeren, die Finnische Eskadre 16 größere und 65 kleinere Fahrzeuge. Während des Russisch-Schwedischen Krieges (1788–1790) wurde der Ausbau der Schärenflotte stark beschleunigt. Die Qualität der schwedischen Hochseeflotte war in etwa vergleichbar mit der russischen und sie war in Anzahl und Größe der Schiffe überlegen. Die Aufgabe der Schärenflotte bestand in der Interaktion mit den Landstreitkräften, dem Schutz ihrer Flanken, der Erleichterung von Truppenbewegungen und ihrer Unterstützung bei offensiven Operationen. Die Flotte schaffte es nicht den endgültigen Sieg zu erringen und erlitt einige anfängliche Rückschläge, darunter eine taktische Niederlage gegen die russische Küstenflotte bei Svensksund im August 1789. Sie bereitete ihr aber am 9. Juli 1790 in einer zweiten Schlacht von Svensksund eine vernichtende Niederlage. Die Erfahrungen des Krieges gegen Russland zeigten, dass den schweren Schärenfregatten die nötige Mobilität für Küstenoperationen fehlte, während sich kleinere geruderte Schiffe als effizienter erwiesen.
Die Schärenflotte war stark im Russisch-Schwedischen Krieg (1808–1809) vertreten, allerdings weniger erfolgreich. Russland griff die schwedischen Streitkräfte in Finnland im Winter war, sodass Eis den Einsatz von Marinekräften auf beiden Seiten verhinderte. Früh ging Sveaborg, ein Eckpfeiler der finnischen Verteidigung, samt dem Großteil des Finnischen Geschwaders verloren. Weitere Schiffe der Schärenflotte wurden in den Docks von Åbo von den Schweden wegen der drohenden Eroberung selbst angezündet. Der Verlust des größten Teils des Schärenflotte verhinderte die Wiedererlangung des schwedischen Vorteils in den finnischen Schären. Der Krieg endete mit einem Friedensvertrag zu Ungunsten Schwedens, das ganz Finnland an Russland verlor.
In der letzten Phase der Napoleonischen Kriege war Schweden mit Großbritannien gegen Napoleon Bonaparte vereint und nahm an Schlachten in Zentraleuropa teil. Die Schärenflotte wurde 1814 in einem kurzen Krieg gegen Norwegen eingesetzt, um strategische Festungen und Stützpunkte zu erobern und Norwegen in eine Union mit Schweden zu zwingen. Es war der letzte Krieg, an dem Schweden aktiv teilnahm.
Nach der Vereinigung mit der Kriegsflotte wurde die Schärenflotte 1823 aufgelöst. Sie bestand aber faktisch weiterhin als Schärenartillerie bis 1866 fort, die ihrerseits 1873 mit der Kriegsflotte zusammengefasst wurde.

### Mannschaft
Im Jahr 1790 setzte sich die Mannschaft aus 320 Offizieren, 675 Unteroffizieren und etwa 6000 Mannschaften zusammen. Die Schiffe standen sowohl unter Marine- als auch Armeekommando. Marineoffiziere waren für den Borddienst und die Schiffsführung zuständig, Armeeoffiziere kommandierten die Armeesoldaten einschließlich der Marineinfanterie. Des Weiteren dienten neben den Seeoffizieren Unteroffiziere, Freiwillige und Schiffsjungen an Bord, deren hauptsächliche Aufgabe in der Bedienung der Schiffsartillerie bestand. Die Unteroffiziere wurden in drei Dienstgruppen eingeteilt: Artilleristen, Navigatoren und Bootsleute. Da die Schiffe der Flotte sowohl gesegelt als auch gerudert werden konnten, waren zahlreiche Armeesoldaten als Ruderer erforderlich. 1790 waren es etwa 7000. Während des Krieges 1808 bis 1809, als die Armee alle verfügbaren Soldaten benötigte, wurden auch Landwehrverbände sowie Bootsleute der Handelsflotte der Schärenflotte unterstellt.

### Flottenfahrzeuge
1790 bestand die Flotte aus 265 bewaffneten Fahrzeugen. Die wichtigsten Fahrzeugtypen waren Galeeren, Schärenfregatten, Kanonenschaluppen, Kanonenjollen, Mörserbarkassen, Kanonenbarkassen, Artillerieprahme und Kanonenschoner. 1809 setzte sich beispielsweise die Eskadre von Sveaborg aus
- zwei Hemmemas
- 20 Kanonenschaluppen
- 51 Kanonenbooten
- vier Kanonenbarkassen
- einer Kutterbrigg
- einer Avisjacht
- vier Bataillonschefsfahrzeugen
- zwei Kochschaluppen
- drei Wasserschuten,

und die Eskadre von Åbo aus
- 24 Kanonenschaluppen
- acht Kanonenbooten
- zwei Kanonenbarkassen
- zwei Bataillonschefsfahrzeugen
- drei Kochschaluppen
- einer Wasserschute
- einem Krankentransportschiff
- einem Munitionsfahrzeug

zusammen.

#### Galeere

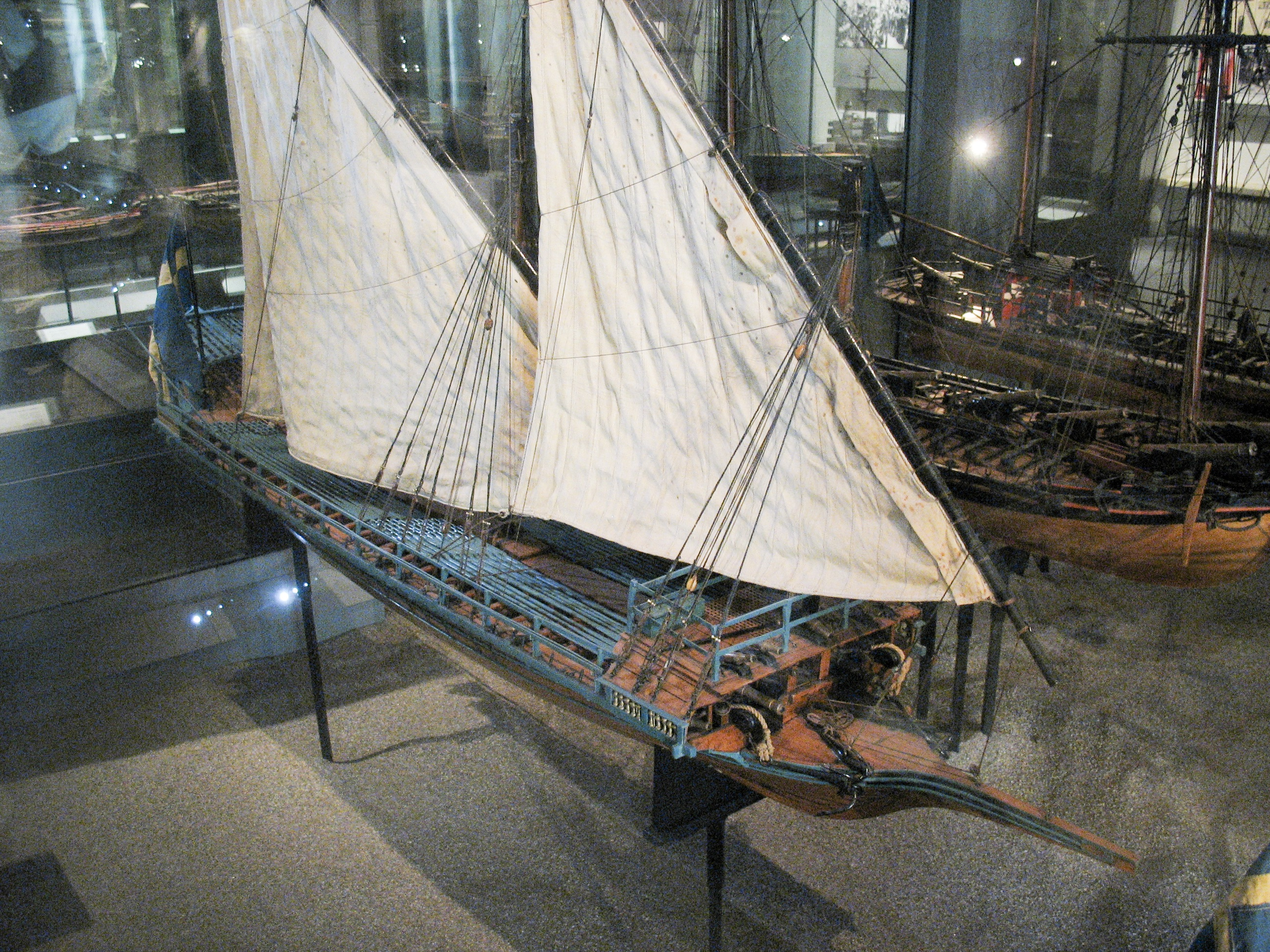
Modell einer schwedischen Galeere von 1749 im Seehistorischen Museum Stockholm

Die schwedischen Galeeren waren Zweimaster. Sie kombinierten die Fortbewegung durch Ruder und Segel. Im Feuergefecht machten sie keine Fahrt voraus und die Segel wurden gestrichen. Ihre Länge über alles variierte zwischen 30 und 39 m, die Breite betrug 5,4 m und der Tiefgang 1,8 m. Sie besaßen nur ein Deck. Der Großmast befand sich mittschiffs und war 16 m lang. Der Fockmast war etwas kürzer (15 m). Auf der Back wurde eine Kanone platziert. Unter den Aufbauten des Achterschiffes befand sich eine Kajüte für den Kommandanten. Das Deck darüber fungierte als Kommandobrücke und Kampfplattform, die mit Soldaten für den Nahkampf bemannt wurde. Die Mannschaftsunterkunft zwischen Back und Kajüte war offen. Bei Bedarf wurden die Segel abgeschlagen und dienten als Schutz gegen Wetter und Wind.
Die Galeere war mit Ruderbänken sowie 20 bis 22 Riemenpaaren ausgerüstet. Jedes Ruder, das 12 m lang war, wurde von fünf bis zehn Mann bedient. Dadurch wurde eine große Besatzung von 250 Ruderern erforderlich. Insgesamt konnten sich bis zu 300 Personen an Bord befinden, die beispielsweise im Jahr 1770 unter dem Kommando von einem Leutnant (Kommandant) und 7 Unteroffizieren (3 Steuerleute, 1 Bootsmann, 3 Artilleristen) standen. Die Marschgeschwindigkeit unter Rudern betrug etwa 1,5 bis 2 kn, unter Segeln und Rudern etwa 3 kn. Die Bewaffnung bestand aus zwei Kanonen von entweder 18 oder 24 Pfund oder aus einem 24-Pfünder und zwei 6-Pfündern. Daneben waren sie mit Drehbassen bestückt. Mit den Kanonen, die nur voraus schießen konnten, hatten es die Fahrzeuge schwer, sich gegen Schiffe mit größerer Feuerkraft zu behaupten. Dieser Nachteil erzwang die Entwicklung eines neuen Fahrzeugtyps. Nach 1745 wurde nur sehr wenige neue Galeeren gebaut.
Es wurden auch einige kleinere Galeeren, sogenannte Halbgaleeren, hergestellt. Sie waren etwa 22 m lang und hatten einen Tiefgang von 1,4 m. Ihr Rigg bestand aus nur einem Lateinersegel. Sie führten 16 bis 18 Riemenpaare, die von je drei Mann bedient wurden. Ihre Bewaffnung bestand aus einer 6-pfündigen Kanone auf der Back und 16 Drehbassen. Die Galeere übernahm primär Aufklärungsaufgaben.

#### Schärenfregatte

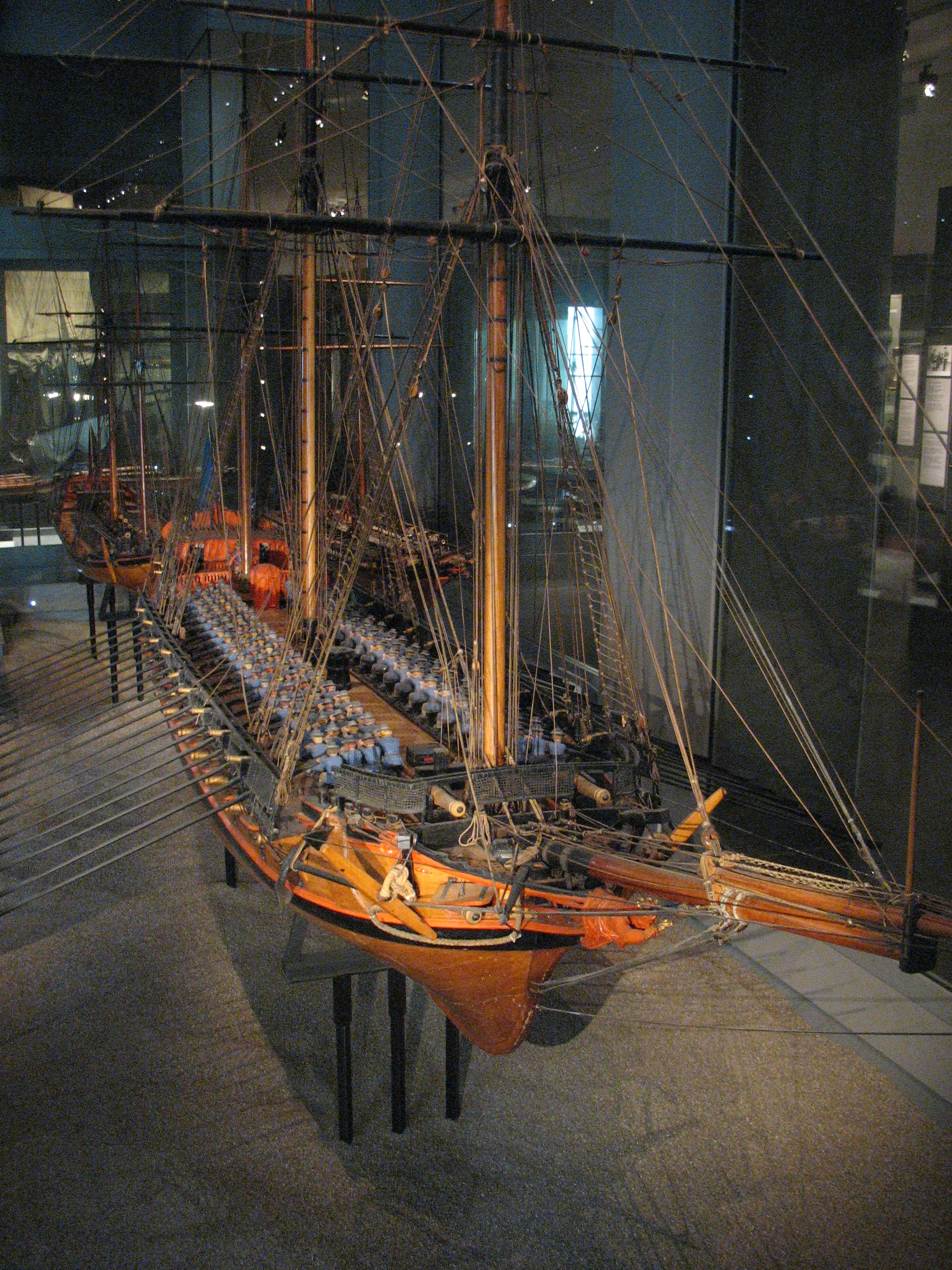
Modell der Turuma Lodbrok (1771) im Seehistorischen Museum Stockholm

Die dreimastige Schärenfregatte wurde ab 1760 gebaut und von Fredrik Henrik af Chapman entworfen. Dieses schlagkräftige Fahrzeug in der Größe einer Fregatte gab es in vier verschiedenen Klassen: Udema, Pojama, Turuma und Hemmema. Die Typenbezeichnung entsprach dem Namen finnischer Landschaften (Nyland, Österbotten, Åboland und Tavastland). Die seetauglichen Schiffe hatten ein oder zwei Decks und konnten gerudert werden. Im Gegensatz zu den Galeeren konnte die Besatzung unter Deck in Hängematten schlafen. Ihre weiterentwickelte Artillerie stand mittschiffs und war in der Lage, in beide Richtungen zu schießen. Außerdem waren sie wie die Schiffe der Seekriegsflotte Breitseitenfahrzeuge. Der Nachteil des Schiffes war sein relativ großer Tiefgang sowie das für die Bedienung das Riggs notwendige gut ausgebildete Personal. Der Tiefgang erlaubte nur eine durchschnittliche Rudergeschwindigkeit von etwa einem halben Knoten. Die Länge der Schiffe lag zwischen 23,8 und 35,6 m, die Breite zwischen 5,5 und 10 m und der Tiefgang zwischen 1,8 und 3,1 m. Zur Fortbewegung standen neben den Segeln 14 bis 16 Riemenpaare zur Verfügung.

#### Kanonenschaluppe
Kanonenschaluppen konnten sowohl gesegelt als auch gerudert werden. Sie hatten zwei legbare Masten und waren mit 10 Riemenpaaren ausgerüstet, von denen jeder Riemen von zwei Mann bedient wurde. Die 15,6 m lange und 3,9 m breite Schaluppe mit nur 90 cm Tiefgang war leicht zu manövrieren und konnte mit bis zu 63 Mann Besatzung bei einer Verdrängung von 46 t eine Geschwindigkeit von bis zu 2,5 kn erreichen. Für die Besatzung gab es keinen Wetterschutz. Das Artilleriefeuer konnte nur über den Vorsteven abgegeben werden.
Die Kanonenschaluppenverbände wurden für Angriffs-, Verteidigungs-, Aufklärungs- und Sicherheitsaufgaben verwendet. Ihre Kampftaktik war mit der Rolle der Kavallerie an Land vergleichbar. Sie konnten ebenso Landbatterien bilden, wofür bestimmte Schaluppen spezielle Lafetten mitführten. Die Boote ursprünglich entweder mit einem 18- oder 12-Pfünder ausgerüstet, später erhielten sie zwei 24-Pfünder im Vor- und Achterschiff. Die ersten Schaluppen wurden 1776 hergestellt und spielten eine wichtige Rolle im Russisch-Schwedischen Krieg (1788–1790). 1790 existierten 127 Boote. Anfang des 19. Jahrhunderts wurden auch gedeckte Kanonenschaluppen gebaut. Sie waren größer als ihre Vorgänger und konnten in der offenen See eingesetzt werden. Im Jahr 1770 standen sie unter dem Kommando eines Leutnants oder Fähnrichs sowie eines Artillerieunteroffiziers.

#### Kanonenjolle
Kanonenjollen kamen 1786 im Finnischen Geschwader zur Anwendung. Bis 1790 wurden 90 Boote gebaut, die bevorzugt im Russisch-Schwedischen Krieg (1808–1809) eingesetzt wurden. Damit die schwimmende Lafette mit einer schweren Kanone beim Schießen den Rückstoß besser aufnehmen konnte, wurde der Rumpf mit einem Achtersteven auf 3,25 m verlängert. Die 11 bis 15,3 m lange Jolle hatte 75 cm Tiefgang und besaß einen legbaren Mast. 24 Mann bedienten das mit 5 bis 10 Riemenpaaren ausgerüstete, segelbare Boot. Es stand unter dem Kommando eines Artillerieunteroffiziers. Achtern befand sich ein 18- oder 24-Pfünder, der nur in Stevenrichtung feuern konnte.

#### Mörserbarkasse
Mörserbarkassen waren mit einem 40-pfündigen Mörser und vier Drehbassen bestückt. Sie fanden primär Anwendung beim Beschuss von Landzielen oder Fahrzeugen, die im Schutz von Inseln lagen. Die 10 m langen Boote wurden mit sieben Paar Riemen bewegt.

#### Kanonenbarkasse
Die Kanonenbarkasse war ein schonergetakeltes Fahrzeug mit einer Länge von 12,6 m. Sie hatte einen Tiefgang von 1,2 m und konnte mit 8 Riemenpaaren gerudert oder auch gesegelt werden. Die Bewaffnung bestand aus einem 12-Pfünder und 16 Drehbassen.

#### Artillerieprahm
Die Artillerieprahme waren Breitseitenfahrzeuge. Sie besaßen drei Masten. Der Fockmast maß 18,5 m, der Großmast 20,5 m und der Besanmast 17 m. Zu einem Artillerieprahm gehörten ein Beiboot und eine Schaluppe. Sieben Riemenpaare wurden zwischen den Geschützpforten platziert, die 1,35 m über der Wasserlinie lagen. Über ihnen gab es mehrere Schießscharten für Musketenschützen. Die typischen Maße eines Prahms waren 38 m Länge, 9,9 m Breite und ein Tiefgang von 2,7 m. Die Fahrzeuge konnten gesegelt oder mit 8 Riemenpaaren gerudert werden. Ihre Bewaffnung bestand aus 24 12-Pfündern sowie 16 4-Pfündern. Auf der beim Besanmast befindlichen Kajüte waren ebenfalls zwei Kanonen aufgestellt, die bei Bedarf längsschiffs schießen konnten. Die Besatzung bestand aus etwa 250 bis 400 Mann, die unter dem Kommando eines Kapitäns, zweier Leutnants und von acht Unteroffizieren standen. Artillerieprahme waren schwerfällig und langsam.

### Kommandeure
- Augustin Ehrensvärd (1756–1766)
- Christopher Falkengréen (1767–1770)
- Augustin Ehrensvärd (1770–1772)
- Henrik af Trolle (1772–1784)
- Carl August Ehrensvärd (1784–1790)
- Johan Gustaf Lagerbjelke (1790–1811)
- Victor von Stedingk (1812–1823)